# Technique (philosophie)
Pour les articles homonymes, voir Technique et Technique (album).
 (juillet 2016).
Améliorez-le ou discutez des points à vérifier. 

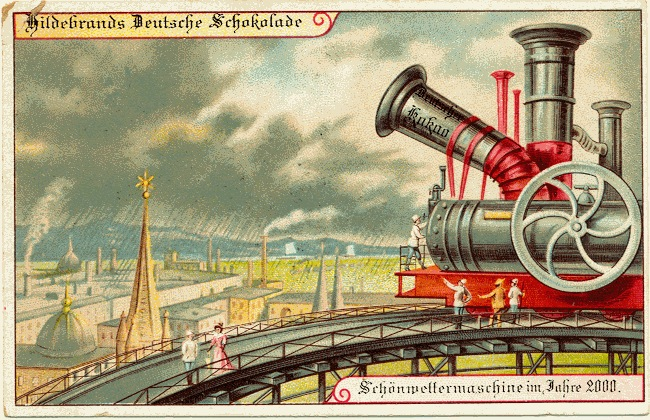
L'Allemagne au XXI.

À son apparition, le terme Technique désigne un simple savoir, celui de l'artisan. Progressivement, ce terme a pu désigner à la fois un ensemble d'outils matériels et tangibles, comme les machines, mais aussi tous les procédés « qui sont rassemblés, organisés et animés de manière à remplacer l'homme dans l'exécution d'un certain nombre de tâches ».
À partir de ce glissement sémantique, une nouvelle science se développe : la technologie.
Dans cette définition de la technique, le terme important est celui d'outil qui, réduit à sa définition commune d'« instrument pour réaliser une action », débouche sur une conception strictement instrumentale de la technique. Au milieu du XXe siècle, cette conception de la technique  a été ébranlée par le philosophe Martin Heidegger qui, s'interrogeant sur ce que cette définition « présuppose et masque à la fois », fait de la technique l'étape ultime d'une histoire de la métaphysique dont l'origine remonte aux Grecs.
Avec ce titre, cette page sur la technique porte un regard sur l'essence de la technique, ce qu'elle est en elle-même, en laissant à la philosophie de la technique, l'étude de ses manifestations et de ses effets concrets.

## Provenance

### Origine
Le mot de technique ne devient français qu'au XVIIIe siècle, issu directement du monde grec en sautant par-dessus le latin . On trouve le terme techné (τέχνη ), dans Homère où il signifie dans son sens verbal « fabriquer », « produire », « construire ». On note déjà chez cet auteur le glissement de ce sens vers « celui de causer, faire, être, amener à l'existence, souvent détaché de l'idée de fabrication matérielle ». Platon considère comme quasi synonyme techné  et savoir faire en général considéré sous l'angle de l'efficacité (la méthode).
Chez les grecs et encore chez les romains les connaissances techniques, les savoir faire, n'étaient que très sommairement reliés à des connaissances scientifiques, il faudra attendre Galilée à la fois savant et ingénieur, pour que la conception de la science change.

### Science
Ce que Dominique Janicaud expose dans son livre La Puissance du rationnel, « c'est qu'il y a un lien entre l'accroissement du donné scientifique et les « explosions » de puissance dont témoigne l'histoire, lien postulé dès la science grecque, ayant franchi un seuil considérable à l'aube des temps modernes avec la révolution de la raison ». La technique suit plus ou moins bien, plus ou moins vite, mais « l'événement est là : la connaissance mathématique couvre progressivement toute une série de phénomènes d'un certain type, dont la maîtrise est définitivement capitalisée ».
À la base de cette phase il y a la « Méthode » qui intervient comme opératrice de puissance et dont les grands initiateurs sont Bacon, Galilée, et Descartes-. Bacon serait l'inventeur de la « méthode expérimentale », il « procède à une inversion de l'induction précipitée, pratiquée jusqu'ici, au profit d'une abstraction et d'une confirmation progressive des axiomes ». « C'est la méthode scientifique, en tant que spécification hautement réfléchie  et auto-contrôlée de la méthode rationnelle , qui est à la base de la dynamique commune qui traverse tant le champ proprement scientifique que le champ technologique ». Dominique Janicaud résume « La rationalité de cette phase est caractérisée par l'accroissement méthodique du savoir scientifique et son apport au progrès des techniques ».
À noter, que dans la deuxième partie du XIXe siècle s'est généralisée la mesure de la puissance par la quantité de travail fournie dans une unité de temps. D'autres mesures physiques vont suivre tout au long du siècle.

## Conception instrumentale
Dans l'approche instrumentale on peut se satisfaire avec le Dictionnaire des concepts d'une définition à minima à savoir : « ensemble des procédés d'un art d'une science ou d'un métier pour produire une œuvre ou obtenir un résultat déterminé ». C'est à l'époque du tout premier machinisme, vers 1790, que le mot de « technique » apparaît pour la première fois.

### Approche classique
Le sens du terme technique pris comme « adjectif » s'oppose dans le langage courant à commun , ce qui est technique relève d'un caractère particulier du savoir ou de l'action. Il y a technique lorsqu'il y a recours à une méthode pour obtenir un résultat escompté. En résumé la tradition philosophique considère la technique comme un ensemble d’outils, de moyens ou d’instruments, dont l’homme dispose au gré de ses intentions Les techniques en tant que telles ont pris leur point de départ au XVIe siècle avec le développement des connaissances scientifiques. Galilée à la fois savant et technicien fait la jonction des deux disciplines qui jusqu'à lui étaient restées séparées.

#### Alliance de la science et de la technique
« La science moderne, est étroitement associée à un pouvoir sur les choses, et sur l'homme lui-même, et c'est pourquoi elle apparaît liée à la technologie au point d'en être indiscernable » écrit Jean Ladrière dans les Enjeux de la rationalité de 1977, cité par Dominique Janicaud. « Les principes de la rationalité technique deviennent les mêmes que ceux de la rationalité scientifique, parmi lesquels les principes d'économie et de simplicité ». Ladrière remarque que l'interaction entre la science et la technologie tend à « constituer ensemble une sorte de super-domaine ou de super-structure unique, à la fois conceptuelle et pratique, à caractère dynamique, évoluant dans le sens d'une complexité croissante ».
En un peu plus de deux siècles, écrit Janicaud, cette alliance entre la science et la technique a  « transformé notre planète ( produit des effets de puissance sans précédent), au point d'ébranler des équilibres écologiques et ethnologiques immémoriaux, au point surtout, de faire douter l'homme du sens de son existence et de ses travaux, jusqu'à faire vaciller sa propre identité ».
La première moitié du XXe siècle est dominée par la controverse entre ceux qui ne voient que des avantages au progrès technique et les autres. Dans le camp des pessimistes on compte Oswald Spengler auteur en 1918 du célèbre le Déclin de l'Occident et en 1931 de L'homme et la technique  qui a été vu « comme un long réquisitoire contre la technique ».

#### Machinisme
La définition courante de la machine consiste à la considérer comme un instrument c'est-à-dire « un moyen subordonné à une fin mais qui se différencie de l'outil en ce que sa force et son efficacité ne dépend pas exclusivement comme lui du facteur humain et qu'elle possède une certaine autonomie motrice ». Son trait principal est d'accroître considérablement la puissance humaine car elle donne selon la très profonde description du Dictionnaire des concepts philosophiques : « la possibilité d'inscrire dans la matière inerte, l'apparence d'une intentionnalité complexe, de singer mécaniquement la pensée et le vivant, fait de la machine le nouvel horizon d'intelligibilité, se substituant à la conception antique d'un monde antique doté de vie et de volonté » et porteuse d'utopies sociales,.

#### Société industrielle

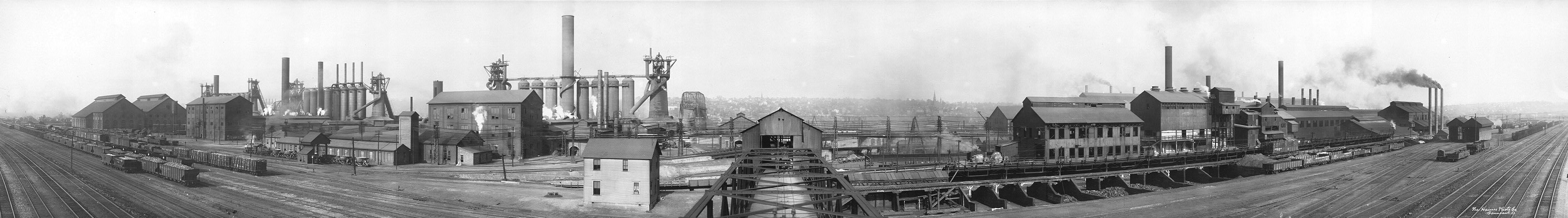
Industrialisation massive : panorama sur les usines sidérurgiques Carnegie à Youngstown dans l'Ohio, 1910.

« Le machinisme industriel libère des forces qui entrent en concurrence avec les hommes et plus généralement comme l'analyse Marx édicte des normes qui s'imposent à la main d'œuvre ». Cette société est caractérisée par la « division du travail » qui pose de redoutables problèmes sociologiques et psychologiques quant à l'adaptation de l'homme au « travail à la chaîne » qui en est la forme la plus typique.

### Premières théorisations
Devant le rôle et la place prise par la Technique et ses corrélats : le machinisme, la société industrielle, la société de consommation de masse et de loisirs sans oublier leurs implications organisationnelles, politiques et sociétales dans le monde contemporain, deux analyse en profondeur ont été menées , l'une qui attribue à la science le rôle moteur dans l'accroissement exponentiel de puissance qui emporte la société moderne et l'autre qui fait de la Technique en elle-même, un milieu, un facteur déterminant et un système comme principe de totalisation et d'organisation de cette société dans son ensemble.

#### Autonomisation du rationnel
« L’histoire des sciences atteste de l'irrésistibilité radicale du développement technique (seulement quelques décennies séparent la formulation par Einstein de la théorie de la relativité restreinte et le largage de la première bombe atomique, de même pour la découverte de la structure hélicoïdale de la molécule d’ADN et la première modification génétique). »
Dans un livre édité en 1985, intitulé, La Puissance du rationnel, Dominique Janicaud, s'intéresse, dans un large panorama historique, à la dynamique de l'accroissement de la « Puissance », qui selon l'auteur découle de la combinaison de la science et de la technique. Dans la préface à l'édition américaine Dominique Janicaud, écrit « tout progrès scientifique résulte d'un processus cumulatif qui rend possible à son tour d'autres découvertes scientifiques, de nouvelles applications techniques. Le vecteur de ce gonflement global de puissance n'est plus un individu, fût-il génial, ni même un groupe : c'est en principe la communauté scientifique ; c'est, au niveau de la mise en œuvre effective et des bénéfices directs, un Etat, une société multinationale, une institution ad hoc du genre NASA ou CERN, etc. ».

#### Autonomisation de la technique
« Autonomie unité, universalité, totalisation : sont selon Dominique Janicaud les quatre caractères du système technicien, isolables statiquement, mais profondément interdépendants ». Un cinquième caractère mis en retrait : leur « auto-accroissement » sans intervention décisive de l'homme.
La technique dans la pensée d'Ellul, ne se réduit pas au machinisme, elle inclut également toutes les méthodes d'organisation de la vie sociale, du travail (cf. le taylorisme) comme de la cité (cf. la bureaucratie). En faisant l'hypothèse d'une unité du champ d'expansion de la Technique, Ellul, cherche à saisir « un ensemble de phénomènes qui restent invisibles si l'on se situe au niveau de l'évidence perceptible des techniques ».
Jacques Ellul défend dans toute son œuvre, l'idée d'une autonomisation croissante du « complexe technique ». Pour lui la technicisation envahit progressivement tout le champ de l'activité ou des loisirs humains. Ellul, discerne dans ce mouvement  une autonomie et une spécificité qui lui suggère l'idée d'une unité « sous-jacente » de l'ensemble qu'il enveloppe dans le concept de « la Technique », ou  « Système technicien » . C'est ce système qu'il s'attelle tout au long de son œuvre à extraire de sa « gangue économico-politique »,. Il souligne son caractère foncièrement étranger aux besoins et aux préoccupations de l'homme , et le fait que la technique ne relève pas de la même strate de l’être que l’homme, même si comme lui en un sens elle possède une vie propre. Il croit déceler, entre l'homme et la technique, une véritable « altérité ontologique ». L'homme n'est qu’un élément du Système ; qui fonctionne d’autant mieux que l’homme reste ignorant de sa condition, et de la condition d'un monde, qui n’est plus sien.

#### Conditionnement humain
Face à l'emprise croissante de la technique la grande crainte exprimée notamment par Jacques Ellul est celle du conditionnement de l'homme en danger de perdre toute liberté de choix, il s'interroge : « comment un homme de plus en plus formé à une profession technique pourrait-il avoir une opinion critique vis-à-vis du système qui lui offre ce qu’il connaît ? ».Ce conditionnement généralisé a créé un nouveau type psychologique « un type qui porte dès la naissance l'empreinte de la méga-technologie sous toutes ses formes; un type incapable de réagir directement aux objets de la vue ou de l'ouïe, aux formes des choses concrètes, incapable de fonctionner sans anxiété dans aucun domaine sans l'assistance de l'appareillage extra-organique fourni par la déesse-machine »,.
Le rapport de l'homme à la technique est en outre abordé sous l'angle du rapport de l'homme à la machine, avec comme thèmes principaux et simultanés soit le danger de son exclusion de toutes ses fonctions par une machine plus performante soit la perspective d'une mutation de l'homme lui-même transformé en machine par l'effet d'une sorte de greffe.
Pour  Peter Sloterdijk, la technique a pour finalité de permettre à l'être humain de s'émanciper « de la contrainte du contact corporel avec des présences physiques dans l'environnement ». La vérité de l'outil réside dans son efficacité, efficacité qui n'a de sens que dans le cadre d'un projet humain au travers duquel l'homme constitue un monde et se construit lui-même. Par suite l'outil participe à la création de l'homme par lui-même. « La notion d'« anthropotechnique », de Peter Sloterdijk (voir Règles pour le parc humain ) permet de mettre en évidence le fait fondamental que l'homme est produit par l'homme, dans et par le moyen de l'écart qu'il institue lui-même avec l'environnement naturel »

#### Technique et moralité
Le philosophe Günther Anders fait le constat que « certaines de nos facultés prennent littéralement du retard sur d’autres et qu’au-delà d’un certain seuil atteint dans le développement de notre puissance technique, certaines d’entre elles ne suivent plus, dépassées ou submergées par la frénésie des facultés productives ». Cette impuissance humaine a été étudiée par l'historien des techniques américain Lewis Mumford dans Technics and civilization (1934) dans lequel, prenant ses distances par rapport aux habituels récits louangeurs sur la technique, il écrit « en avançant trop vite et trop imprudemment dans le domaine des perfectionnements mécaniques, nous n’avons pas réussi à assimiler la machine et à l’adapter aux capacités et aux besoins humains ».
L'homme, conclut Günther Anders est dans l'incapacité de se représenter les conséquences de ce qu'il est capable de faire. Le risque est d'autant plus élevé que si l'on en croit, le  prix Nobel de Physique, hongrois, Dennis Gabor, « Tout ce qui est techniquement faisable, possible, sera fait un jour, tôt ou tard ». « Ce qui veut dire que l'on est en train de construire un monde qui n’est pas piloté. On ne sait pas où les changements technologiques vont nous emmener. L’exemple le plus frappant, c’est celui de la bombe atomique, que Einstein le plus pacifique des savants a demandé, en 1938, au président des US de construire au prétexte que les allemands avaient toutes les capacités de le faire ».

### L'approche marxiste
Sophie-Jan Arrien résume selon quatre thèses l'approche marxiste de l'essence de la technique :
- « Marx est celui qui met à jour les rouages quotidiens et concrets à travers lequel la métaphysique de système conceptuel devient un dispositif technologique réel.
- Il est celui qui prend acte de la nécessité d'une théorie économique pour rendre compte des modalités de notre rapport à l'étant dans un monde désormais constité d'objets intégralement artificiels issus d'une production de masse.
- Il est celui qui décrivant le système capitaliste et le dispositif technologique sur lequel il s'appuie, analyse le rôle qu'y tient l'homme [...] devenu organe, fonction, instrument et pièce du dispositif .
- Il est enfin celui qui identifiant dans ce processus de déshumanisation de l'homme, l'essence nihiliste de la métaphysique, critique le point de vue de la théorie et de l'universel qui triomphe avec Hegel ».

Sur ces bases il semble que ce soit à bon droit que le rédacteur du mémoire sur Marx et la technique s'interroge sur le point de savoir si Marx est bien un penseur de la technique si l'on considère qu'en aucune façon il n'aborde la question de l'essence de la technique. Marx est un analyste rigoureux de la production capitaliste dont il fait un mode de production historiquement déterminé , « à partir d’une caractérisation philosophique de l’« essence du travail » tout à fait inédite en économie »,.

## La Technique comme destin
Alors que toute la première partie du XXe siècle a été dominée par des controverses au sujet du caractère bénéfique ou non de l'emprise croissante de la technique, le philosophe Martin Heidegger, dans la continuité de ses travaux, propose, notamment dans sa conférence de 1953, une toute nouvelle approche. Pour lui, l'époque de la Technique que nous vivons s'inscrit en bout de la longue histoire de la métaphysique, qui a débuté avec les Grecs. « La « Technique » doit être comprise comme un événement dans l'histoire de la métaphysique, un événement qui fait figure de destin (au sens de destination, ce à quoi l'on est destiné) de l’homme occidental, qui correspond à un nouveau rapport (de l'être humain) à ce qui est, un nouveau rapport au monde, de même qu'une nouvelle articulation de l'Être dans son ensemble »,. Cet événement consiste à rationaliser à outrance l'étant, quel qu'il soit, pour lui faire rendre raison au nom de l'« efficience » au point de faire apparaître la Raison comme un élément moteur du déploiement de la technique,.

### Basculement métaphysique
C'est la lecture du Travailleur, der Arbeiter en 1932  de Ernst Jünger qui, avec son thème de la « mobilisation totale », amena Heidegger à lier l'impérialisme universel de la technique à l'histoire de la métaphysique par delà le nihilisme et l'influence de Nietzsche. Le philosophe en tire la conclusion que la « technique » des temps modernes n'a jamais été un simple instrument qui se surajoute au monde traditionnel ancien et dont l'homme conserverait la maîtrise. Nous sommes dans une époque où l'essence de ce monde nouveau est de part en part « technique ». Il s'agit de l'ultime étape d'un processus dont l'origine remonte aux Grecs qui commande un monde auquel l'homme ne peut échapper par sa seule volonté. L'homme dépossédé de sa liberté n'est plus ce « maître et possesseur de la nature » que Descartes avait découverte, il est au contraire en charge de .., et mis en demeure de satisfaire aux exigences du « monde de la Technique ». Ce à quoi l'homme est commis c'est à réquisitionner toutes choses, y compris lui-même, pour constituer des stocks ou des fonds disponibles, en vue d'un usage utilitaire. Cette thèse qui s'inscrit dans le cadre des travaux de Martin Heidegger est soutenue dans une conférence tenue à Brème en 1949, publiée sous le titre La question de la technique dans « Essais et conférences » paru dans sa traduction française en 1954.

### Essence de la technique
Heidegger comprend d'une manière très large la technique :  « la technique n’est pas seulement faite d’objets techniques, ou de savoir-faire techniques, elle est d’abord une certaine manière que l’homme a de se tenir dans le monde, de se rapporter à tout ce qui l’entoure, de se représenter le réel, de considérer les choses, de les dévoiler ». Heidegger voit dans la technique moderne un mode spécifique du dévoilement du réel qui se manifeste essentiellement par la mise en place d'une structure de commande, en vue de mettre le réel à disposition. Ainsi dévoilé, le réel peut, en tant que « fond disponible » être rationnellement exploité. Pour l'homme contemporain, tout ce qui est présent, y compris lui-même, l'est sur ce mode.
Plus globalement, Heidegger comprend l'« essence de la technique » au sens « d'un certain destin de l'être et de l'histoire de la « vérité de l'être » »,,. Il s'appuie sur la conception grecque de la techné comme poésis, ποίησις, c'est-à-dire, tout d'abord un savoir et un savoir anticipateur comme celui de l'artisan. Le point décisif est que la techné, τέχνη , au sens grec, est moins un « fabriquer », qu'un « déceler », « la production fait venir hors du retrait dans le non-retrait » écrit Didier Franck; la technique redevient ainsi étymologiquement un mode spécifique du « décèlement de l'étant ». C'est pourquoi Heidegger a pu dire cette phrase si souvent citée : « L’essence de la technique n’est rien de technique ».
Si la technique moderne reste un « déceler » et un « dévoiler », le trait caractéristique de ce « décèlement » n'est pas la production mais l'« arraisonnement » et la « réquisition ». La production moderne en tant que moderne et technique est un processus par lequel est mobilisé et mis en demeure  tout l'étant, (on parle de « mathésis » universelle), pour la consommation. L'homme n'a plus affaire à des choses (au sens de la conférence Qu'est ce qu'une chose ?), ni même à des objets, Gegenstand  mais à tout ce qui dans une perspective utilitaire a vocation à entrer « dans les fonds disponibles, lesquels doivent pouvoir être constituables, livrables et remplaçables en tout temps, aux fins du moment ».
Heidgger appelle « Gestell », ce mode de dévoilement agressif qui correspond à l'époque moderne, dont la finalité consiste à livrer tout étant (hommes, choses, relations et cultures) comme susceptible d'être interpellé, arraisonné, étiqueté, mis en demeure, recensé dans un stock, dans un fonds ou une réserve. Ainsi abordée, l'essence de la technique, se dissimule derrière une représentation instrumentale exclusive (les moyens techniques, les machines), représentation qui entretient l'illusion d'un homme dominateur ayant l'entière maîtrise, ce qui est selon Heidegger  spécifiquement l'« illusion nietzschéenne ».

### Règne du Gestell
Le règne du Gestell est universel et son ambition planétaire, son champ d'expansion dépasse la production d'engins sophistiqués, dépasse aussi la science, va jusqu'à « encercler, la culture, les beaux-arts, la politique, tous nos discours, savants ou triviaux, tous nos rapports aux choses, toutes les interactions humaines ». Déjà de son temps, bien avant la révolution numérique, Heidegger dénonçait les avancées de la métalinguistique qui procède « à la technicisation universelle de toutes les langues en un seul instrument, l'instrument unique d'information, fonctionnel et universel ».
La science relève de la « Technique » et non l'inverse. « Ce dévoilement précède et commande, machinisme et science, qui donc dépendent de ce dévoilement. La technique n'est pas, en effet, l'application pratique de la science moderne, galiléo-cartésienne, elle ne découle pas de la science, au contraire c'est la science qui ressortit à la technique et qui en est, en quelque sorte, le bras armé ».

### Mobilisation de l'Homme
La technique au sens du Gestell ou « Dispositif », tient l'homme en son pouvoir, il n'en est nullement le maître. L'homme moderne est requis par et pour le « dévoilement commettant » qui le met en demeure de dévoiler le réel comme fonds. « L'étant présent s'impose à l'homme d'aujourd'hui comme ce qui est encore et toujours « commissible » » (autrement dit préposé à...tout en étant sommé, mis en demeure, selon la traduction d'André Préau) . Ce caractère de disponibilité de l'étant mobilisé et mobilisable, s'étend jusqu'à l'homme, qui ainsi dégringole de son statut métaphysique de « sujet » à celui de « technicien », voire de simple facteur de production ; c'est-à-dire, l'homme moderne tout à la fois disponible pour le règne de la technique, et indisponible, pour tout ce qui concerne le soin de sa propre essence. L'homme se plie aux pleins pouvoirs de la technique allant jusqu'à y conformer son propre être, le caractère « destinal » massif du Gestell  lui échappe totalement. En un sens la position de Heidegger est beaucoup plus tranchée que celle d'Ellul, l'homme moderne appartient bien dans son essence contemporaine au système.

### Danger suprême
Heidegger est le premier philosophe à attirer notre attention sur le danger que peut présenter à travers l'extension moderne du « Nihilisme », l'Être lui-même. L'homme est pris dans l'engrenage de l'arraisonnement universel et cela à un double titre. D'une part, il fait également partie du « fonds », débusqué par le principe de calculabilité intégrale : ainsi parle-t-on de « capital ou même de matériel humain » ou encore de « l'effectif des malades d'une clinique » ; d'autre part, l'homme est lui- même tenu de sommer la nature, la plier à ses besoins. Sur un exemple choisi par Heidegger, le garde forestier est requis d'abattre le bois pour que soit livrée la cellulose réclamée pour fabriquer le papier nécessaire aux journaux. Ainsi de toutes choses, l'homme peut être amené à oublier les autres manières de se comporter vis-à-vis du réel que ce soit l'art, la religion, la philosophie. Quant à son essence, entré dans une longue nuit, l'homme se trouve comme toutes choses, soumis aux règles de la disponibilité, de la comparaison et de l'évaluation, dès lors, la technique en tant que dispositif général devient quelque chose de dangereux.
Le danger réside dans la réduction de l'essence de l'homme au statut de « disponible », alors même que se développe et s'amplifie, sur tous les thèmes, l'illusion de sa puissance et de sa totale maîtrise. Comme le dit Christian Dubois« l'époque de la technique pourrait bien être le règne du « sans question », l'évidence équivoque d'une fonctionnalité parfaite où la maîtrise humaine de la nature jouerait le leurre par excellence ».